# الكسندر غرانت ماكاي
الكسندر غرانت ماكاي هو سياسي كندي، ولد في 7 مارس 1860، وتوفي في 25 أبريل 1920 في إدمونتون في كندا بسبب ذات الرئة. نشط حزبياً في الحزب الليبرالي في أونتاريو ‏. وقد انتخب عضو برلمان مقاطعة أونتاريو ‏ عن دائرة Grey North (provincial electoral district) ‏ (1902 – 1913) وانتخب عضو الجمعية التشريعية في ألبرتا ‏ عن دائرة Athabasca (Alberta provincial electoral district) ‏ (1913 – 1920).